# Gabriel Yorke
Carl Gabriel Yorke (Burbank, 23 novembre 1952) è un attore statunitense.

## Biografia
È noto soprattutto per aver interpretato il controverso film Cannibal Holocaust, diretto da Ruggero Deodato nel 1979. In seguito ha lavorato per la televisione, in fiction come Dynasty e NYPD Blue.

## Filmografia parziale
- Cannibal Holocaust (1980)
- Lancelot (1984) (serie TV)
- Dynasty (1984) (serie TV)
- Civil Wars (1992) (serie TV)
- Apollo 13 (1995)